# Radkappe

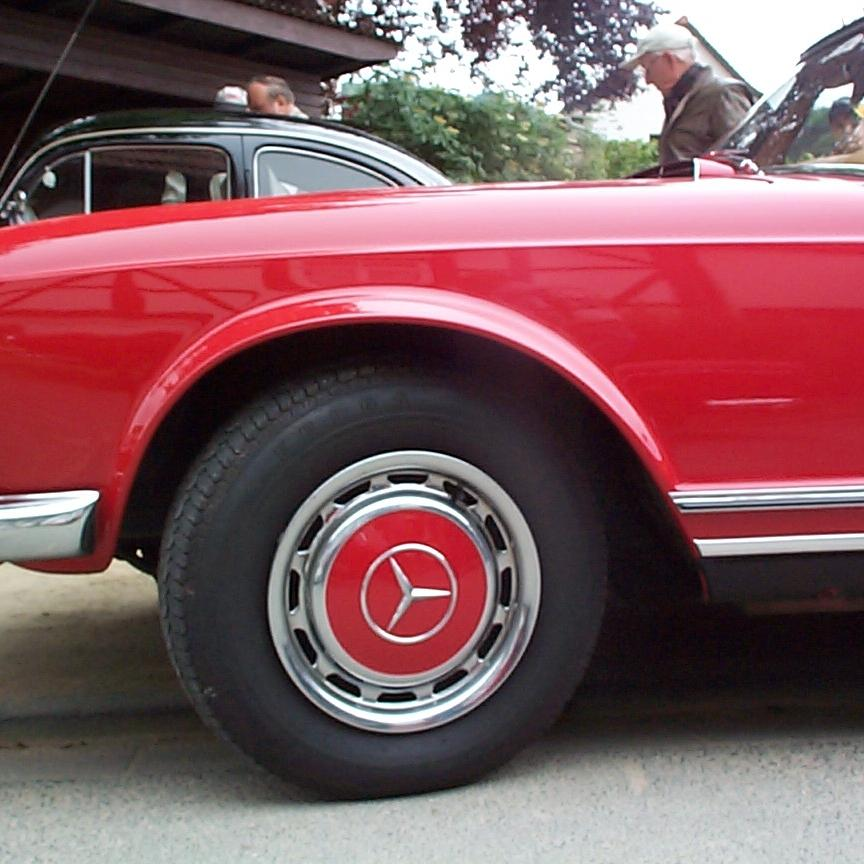
Mercedes-Radkappe der 1970er und frühen 1980er Jahre in Wagenfarbe aus verchromtem Stahl

Eine Radkappe bzw. Rad(zier)blende ist eine Abdeckung der Felge, die heute überwiegend aus Kunststoff gefertigt wird. Sie dient der Verschönerung der Räder, dem Schutz der Nabe und der Radmuttern vor Schmutz oder auch zur Verringerung des Luftwiderstandes. Sie wird mit Spannring, Widerhaken oder Schrauben am Rad befestigt. Radkappen aus Nylon sind bruchfest und darum strapazierfähiger als Radkappen aus ABS-Kunststoff. In Deutschland gibt es keine allgemeine gesetzliche Pflicht zur Anbringung von Radkappen. Allerdings kann sich nach § 30 c StVZO eine Pflicht ergeben, da am Umriss von Fahrzeugen keine Teile so hervorragen dürfen, dass sie den Verkehr mehr als unvermeidbar gefährden. Bereits seit längerer Zeit werden Felgen jedoch so konstruiert, dass die Radmuttern oder Bolzen in einer schützenden Vertiefung liegen. Bei manchen Stahlfelgen ist jedoch die Radkappe zur Abstützung des Ventils zwingend notwendig, da sonst das Ventil dauernd knicken würde und in Folge einreißen könnte. Entscheidend dafür, dass eine Radkappe auf eine Felge passt, ist der Felgendurchmesser, welcher meist in Zoll angegeben wird und auf dem Reifen aufgedruckt ist.
Von 2007 bis 2013 fand in Meppen (Emsland) jährlich die Radkappenweitwurf-Weltmeisterschaft statt. Hier galt es eine handelsübliche Radkappe möglichst weit zu werfen. In gemischten Teams mit je drei Personen traten jährlich bis zu 120 Sportler an, um sich den Weltmeistertitel zu erkämpfen.